# Llista de monuments d'Estellencs
Llista de monuments d'Estellencs catalogats pel consell insular de Mallorca com a Béns d'Interès Cultural en la categoria de monuments pel seu interès històric, artístic, arquitectònic, arqueològic, històric-industrial, etnològic, social, científic o tècnic.
| Monument                                  | Tipus          | Localització                 | Coordenades                                          | Codi?         | Imatge |
| ----------------------------------------- | -------------- | ---------------------------- | ---------------------------------------------------- | ------------- | --- |
| Torre de Telm Alemany                     | Arq. defensiva | Estellencs Plaça des Triquet | 39° 39′ 12″ N, 2° 28′ 51″ E / 39.653462°N,2.480938°E | RI-51-0008417 | Torre de Telm Alemany (Estellencs) · Vegeu més fotos d'aquest monument · Carregueu una nova foto d'aquest monument                     |
| Hort d'en Xeu                             | Arq. defensiva | Estellencs                   |                                                      | RI-51-0008418 | Carregueu una nova foto d'aquest monument                                                                                              |
| Es Collet                                 | Arq. defensiva | Estellencs                   | 39° 39′ 31″ N, 2° 28′ 54″ E / 39.658637°N,2.481797°E | RI-51-0008419 | Carregueu una nova foto d'aquest monument                                                                                              |
| Torre de l'Església de Sant Joan Baptista | Arq. defensiva | Estellencs Plaça Constitució | 39° 39′ 13″ N, 2° 28′ 54″ E / 39.653537°N,2.481593°E | RI-51-0008420 | Torre de l'Església de Sant Joan Baptista (Estellencs) · Vegeu més fotos d'aquest monument · Carregueu una nova foto d'aquest monument |
| Conjunt històric d'Estellencs             | Conjunt urbà   | Estellencs                   | 39° 39′ 14″ N, 2° 28′ 52″ E / 39.653960°N,2.481112°E | RI-53-0000617 | Conjunt històric d'Estellencs · Vegeu més fotos d'aquest monument · Carregueu una nova foto d'aquest monument                          |

1. ↑  El conjunt històric inclou com a monuments la torre d'en Telm Alemany i la torre de l'Església de Sant Joan Baptista